# 寧夏電投
寧夏電力投資集團有限公司，簡稱寧夏電力投資集團、寧夏電力投資，以及寧夏電投（英語：Ningxia Power Investment Corporation），於1996年由寧夏回族自治區政府設立。
董事長和總裁李廣林。現時業務是在國內經營火電、熱電、新能源，以及金融等投資。而總部位於寧夏銀川市新華西街313號。
包括投資寧夏新日恒力鋼絲繩股份有限公司。